# Stadtkirche Burg Stargard

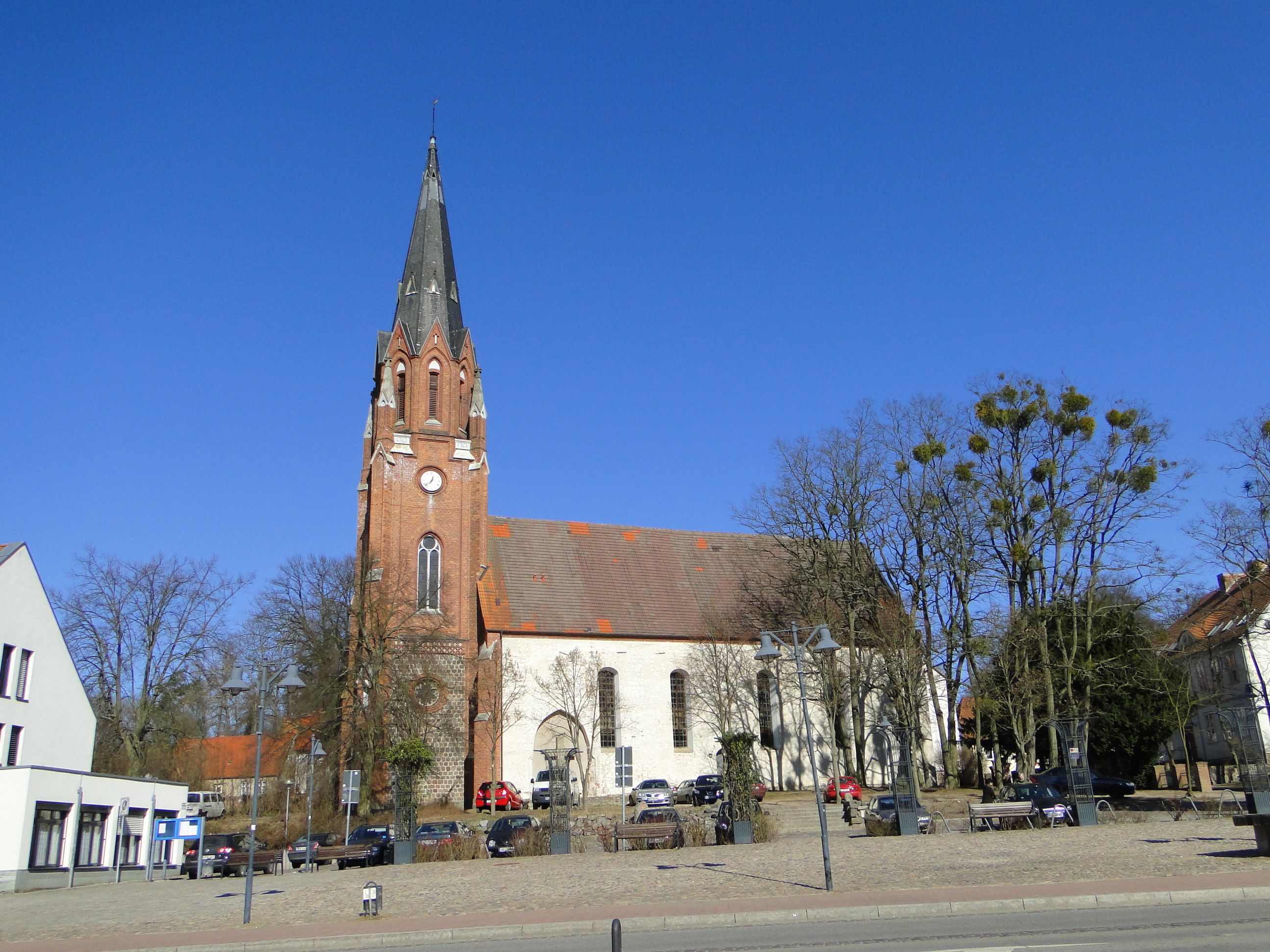
Stadtkirche Burg Stargard

Die evangelische Stadtkirche Burg Stargard ist eine im Kern mittelalterliche Saalkirche in Burg Stargard im Landkreis Mecklenburgische Seenplatte in Mecklenburg-Vorpommern. Sie gehört zur Kirchengemeinde Burg Stargard in der Propstei Neustrelitz der Evangelisch-Lutherischen Kirche in Norddeutschland (Nordkirche).

## Geschichte und Architektur

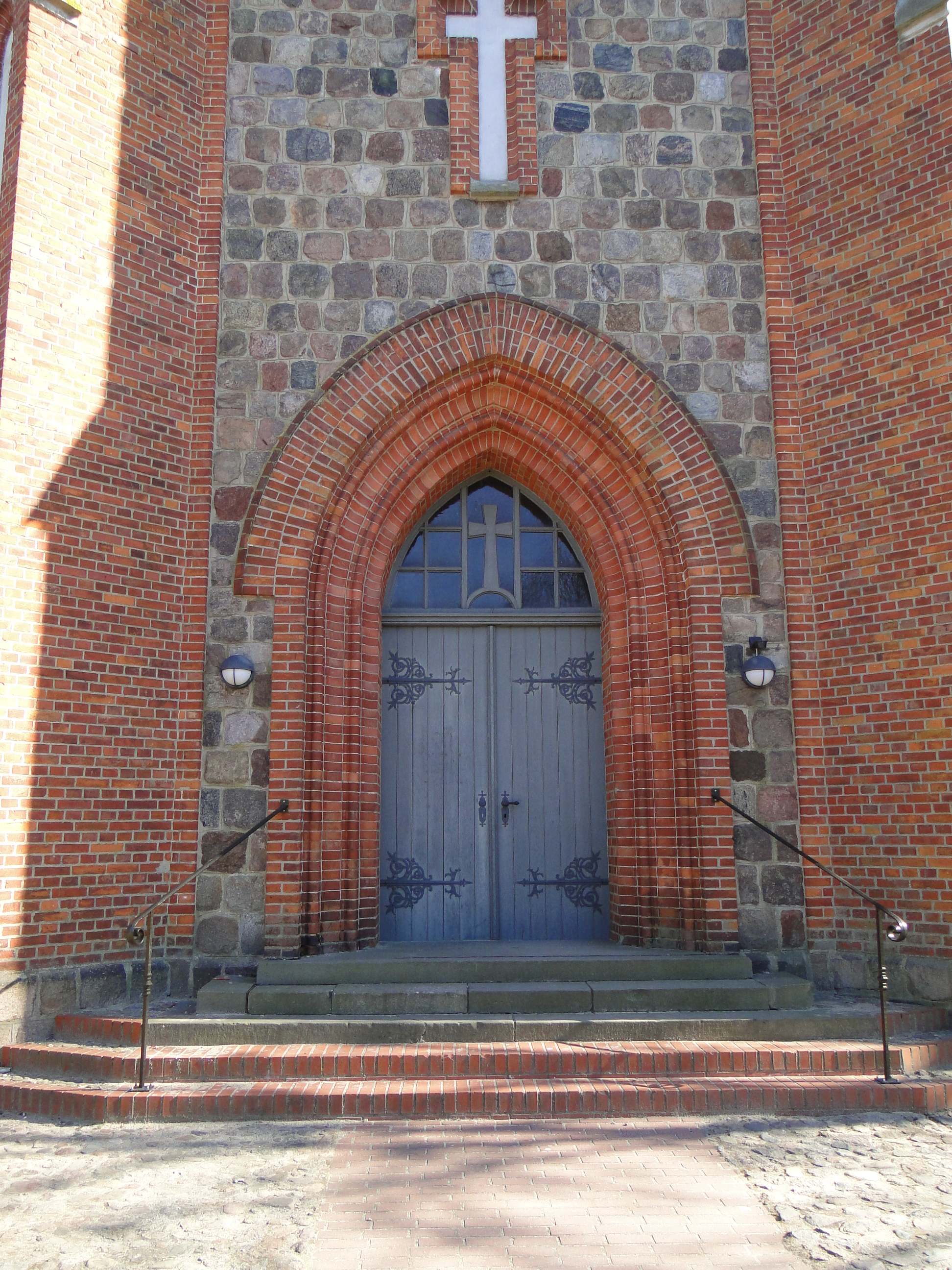
Westportal

Die Kirche ist ein langgestrecktes, überschlämmtes, im Kern mittelalterliches Bauwerk mit eingezogenem, quadratischem Westturm. Es wurde durch Umbauten in der zweiten Hälfte des 18. Jahrhunderts und Ende des 19. Jahrhunderts in den heutigen Zustand versetzt wurde. Das Bauwerk war einst eine dreijochige Basilika aus Feldstein mit querrechteckigem Westbau um 1225/1250 und einem rechteckigen Backsteinchor in Mittelschiffsbreite mit östlicher Dreifenstergruppe, Ecklisenen und Dreieckfries unter dem Blendengiebel aus der zweiten Hälfte des 13. Jahrhunderts.
Nach Brandschäden in den Jahren 1588, 1709 und 1758 wurden die Seitenschiffe abgetragen, bei einer Instandsetzung 1765–1770 korbbogige Fenster eingesetzt und das Innere nach Entfernung des Triumphbogens zum flachgedeckten Saal umgestaltet.
In den Jahren 1892/1894 erfolgte nach Entwurf von P. Köppel ein vollständiger Neubau des Westturms mit Sockelgeschoss aus Granitquadern, die Obergeschosse und architektonischen Details sind aus Backstein. 1958 wurden die einstigen Arkadenöffnungen zum Teil als Blenden mit Resten der ursprünglichen Achteckpfeiler sichtbar gemacht und einige der schmalspitzbogigen Obergadenfenster geöffnet.

## Ausstattung
Der Kanzelaltar mit Gehege aus Holz wurde 1770 geschaffen; der säulenflankierte Aufbau ist mit Rokoko-Ornamenten versehen, beiderseits des Kanzelkorbs sind Schnitzfiguren angebracht, die Moses und Johannes den Täufer darstellen. Gleichzeitig wurden die Logen und Emporen geschaffen. Die Granittaufe mit drei plastischen Köpfen stammt aus dem 13. Jahrhundert. Die Taufschale aus der zweiten Hälfte des 17. Jahrhunderts ist ein Exemplar einer getriebenen Messingschüssel mit Adam und Eva im Fond, auf dem Rand sind zwischen Ranken Einhorn, Hirsch und Hunde dargestellt.
Die Orgel ist ein Werk von Barnim Grüneberg aus dem Jahr 1906 mit 13 Registern auf zwei Manualen und Pedal. Außerdem ist noch eine Emporenorgel der Firma Nussbücker aus dem Jahr 1985 mit fünf Registern auf einem Manual und Pedal vorhanden.